# Huosoma latiloba
Huosoma latiloba – gatunek ważki z rodziny łątkowatych (Coenagrionidae). Występuje w Chinach; stwierdzony w prowincji Junnan w południowej części kraju.

## Systematyka
Gatunek ten opisali w 2008 roku Yu, Yang i Bu pod nazwą Pyrrhosoma latiloba. W 2013 roku Guan, Dumont, Yu, Han i Vierstraete w oparciu badania filogenetyczne przenieśli go do nowo utworzonego rodzaju Huosoma.